# Florence Foley
Florence Foley (1907) è stata un'attrice statunitense che lavorò da bambina nel cinema all'epoca del muto. Usò anche il nome di Master Foley.

## Biografia
La sua carriera si svolse nei primi anni dieci alla Vitagraph Company of America dove lavorò spesso a fianco delle allora giovanissime sorelle Helene e Dolores Costello. Al contrario di lei, che abbandonò il cinema dopo qualche anno, le figlie di Maurice Costello proseguirono la carriera anche da adulte, diventando due note attrici.

## Filmografia
- A Tale of Two Cities, regia di Charles Kent (o William Humphrey?) (1911)
- Easter Babies (1911)
- In Northern Forests (1911)
- Playmates (1912)
- The Irony of Fate, regia di Albert W. Hale (1912)
- Too Many Caseys (1912)
- Buttercups, regia di Frederick A. Thomson (1913)
- Out of the Storm, regia di Wilfrid North (1913)
- The Tiger Lily, regia di Van Dyke Brooke (1913)
- The Carpenter
- The Ancient Order of Good Fellows, regia di Courtney Ryley Cooper (1913)
- The Spirit of Christmas
- Allegri automobilisti, ovvero Spaventoso assassinio (Bunny's Mistake), regia di George D. Baker (1914)